# BAR 005
A BAR 005 egy Formula–1-es versenyautó, amelyet a British American Racing tervezett a 2003-as Formula–1 világbajnokságra.A csapat pilótái Jacques Villeneuve és Jenson Button volt, majd az utolsó versenyen a csapat tesztpilótája, Szató Takuma is lehetőséghez jutott. 26 ponttal az 5. helyen végeztek a konstruktőri világbajnokságban.

## Áttekintés
A 2003-as szezon fordulópontot jelentett a csapattal a kezdetek óta versenyző Jacques Vileneuve és a BAR viszonyában, ugyanis az ifjú tehetség Jenson Button rendre jobb teljesítményt mutatott. Míg Villeneuve jobbára kiesett a szezon első néhány futamán vagy pontot sem szerzett, addig Button Ausztriában negyedik tudott lenni. Monacóban a szombat reggeli szabadedzésen komoly balesetet szenvedett, így emiatt rajthoz sem tudott állni. Az amerikai nagydíjat egy ideig vezette is, mígnem ki kényszerült állni.
Villeneuve és a csapat viszonya annyira megromlott, hogy a szezonzáró japán nagydíj előtt felbontották a szerződését. Az utolsó versenyre így Szató Takuma ült be a helyére, aki egy hatodik helyet szerzett, míg Button negyedik lett.

## BAR 04 Concept Car
A 2003-2004-es holtidényben a BAR elkészítette a 005-ös módosított változatát, melyet fekete-szürke színre festettek, és bemutatóautóként funkcionált különféle kiállításokon.

## Eredmények
(Táblázat értelmezése)

(Félkövér: pole-pozícióból indult; dőlt: leggyorsabb kört futott) 

| Év   | Csapat                 | Motor            | Gumi | Versenyzők         | 1   | 2   | 3   | 4   | 5   | 6   | 7   | 8   | 9   | 10  | 11  | 12  | 13  | 14  | 15  | 16  | Helyezés | Pont |
| ---- | ---------------------- | ---------------- | ---- | ------------------ | --- | --- | --- | --- | --- | --- | --- | --- | --- | --- | --- | --- | --- | --- | --- | --- | -------- | ---- |
| 2003 | Lucky Strike BAR Honda | Honda RA003E V10 | B    |                    | AUS | MAL | BRA | SMR | ESP | AUT | MON | CAN | EUR | FRA | GBR | GER | HUN | ITA | USA | JPN | 26       | 5.   |
| 2003 | Lucky Strike BAR Honda | Honda RA003E V10 | B    | Jacques Villeneuve | 9   | DNS | 6   | Ki  | Ki  | 12  | Ki  | Ki  | Ki  | 9   | 10  | 9   | Ki  | 6   | Ki  |     | 26       | 5.   |
| 2003 | Lucky Strike BAR Honda | Honda RA003E V10 | B    | Szató Takuma       |     |     |     |     |     |     |     |     |     |     |     |     |     |     |     | 6   | 26       | 5.   |
| 2003 | Lucky Strike BAR Honda | Honda RA003E V10 | B    | Jenson Button      | 10  | 7   | Ki  | 8   | 9   | 4   | NI  | Ki  | 7   | Ki  | 8   | 8   | 10  | Ki  | Ki  | 4   | 26       | 5.   |

## Fordítás
Ez a szócikk részben vagy egészben  a   BAR 005 című francia Wikipédia-szócikk ezen változatának fordításán alapul.  Az eredeti cikk szerkesztőit annak laptörténete sorolja fel. Ez a jelzés csupán a megfogalmazás eredetét és a szerzői jogokat jelzi, nem szolgál a cikkben szereplő információk forrásmegjelöléseként.